# セルゲイ・スタニシェフ
セルゲイ・ドミトリエヴィチ・スタニシェフ（Сергей Дмитриевич Станишев、1966年5月5日 - ）は、ブルガリア共和国の政治家。同国首相などを歴任。

## 経歴
ウクライナのヘルソン市出身。1989年にモスクワ国立総合大学歴史学部を優秀な成績で卒業。1994年、歴史学の博士号を取得。
1994年から1995年までジャーナリストとして働く。1995年からブルガリア社会党で対外政策・国際活動課の主任専門官を務め、後に課長に任命される。2000年に国際問題担当書記としてブルガリア社会党最高会議、最高会議執行局に入った。
1999年から2000年にかけて、ロンドン・スクール・オブ・エコノミクス 国際関係学部に在籍。モスクワ政治研究学校の学位も有する。
2001年6月、ルセ選挙区から議会代議員に選出。同年12月15日、ブルガリア社会党最高会議議長（総裁）に選出。議会会派「ブルガリアのための連合」の議長を務める。
2002年6月、ブルガリア社会党総裁に再選出。同年から欧州社会党幹部会の常任議員。ブルガリア社会党はスタニシェフの総裁時代、2003年10月に社会主義インターナショナル、2005年5月に欧州社会党のメンバーとなった。
2005年6月、ブルガス選挙区から議会代議員に選出される。議会会派「ブルガリアのための連合」の議長を務め、同年8月16日に首相に選出された。2009年に首相を退任。
英語、ロシア語を自由に話し、フランス語、ポーランド語も使える。
| 公職                                | 公職                                     | 公職                  |
| ----------------------------------- | ---------------------------------------- | --------------------- |
| 先代 シメオン・サクスコブルクゴツキ | ブルガリア共和国首相 第59代：2005 - 2009 | 次代 ボイコ・ボリソフ |